# Groapa Tufei, Vrancea
Groapa Tufei este un sat în comuna Gura Caliței din județul Vrancea, Muntenia, România.
 Acest articol despre o localitate din județul Vrancea este deocamdată un ciot. Puteți ajuta Wikipedia prin completarea lui.